# Julie Goldman
Julie Goldman (Nova Iorque) é uma produtora estadunidense. Fundadora da Motto Pictures e condecorada pelo Producers Guild of America Award (PGA), foi indicada ao Oscar de melhor documentário na edição de 2018 por Abacus: Small Enough to Jail e na edição de 2017 por Life, Animated.